# Чемпіонат світу з художньої гімнастики 2003
Чемпіонат світу з художньої гімнастики 2003 пройшов з 24 по 29 вересня в місті Будапешт, Угорщина.

## Медалісти
| Дисципліна         | Золото                                                       | Срібло                                                  | Бронза                                                                    |
| Команда            | Команда                                                      | Команда                                                 | Команда                                                                   |
| ------------------ | ------------------------------------------------------------ | ------------------------------------------------------- | ------------------------------------------------------------------------- |
| Командна першість  | Росія Ольга Капранова Вєра Сесіна Аліна Кабаєва Ірина Чащина | Україна Ганна Безсонова Наталія Годунко Тамара Єрофеєва | Білорусь Інна Жукова Валерія Курильська Світлана Рудалова Любов Черкашина |
| Особиста першість  |                                                              |                                                         |                                                                           |
| Абсолютна першість | Аліна Кабаєва (RUS)                                          | Ганна Безсонова (UKR)                                   | Ірина Чащина (RUS)                                                        |
| Вправа з обручем   | Ганна Безсонова (UKR)                                        | Аліна Кабаєва (RUS)                                     | Ірина Чащина (RUS)                                                        |
| Вправа з м'ячем    | Аліна Кабаєва (RUS)                                          | Ганна Безсонова (UKR)                                   | Інна Жукова (BLR)                                                         |
| Вправа зі стрічкою | Аліна Кабаєва (RUS)                                          | Ганна Безсонова (UKR)                                   | Елізабет Паісієва (BUL)                                                   |
| Вправа з булавами  | Ганна Безсонова (UKR)                                        | Ірина Чащина (RUS)                                      | Аліна Кабаєва (RUS)                                                       |

## Медалісти (групові вправи)
| Дисципліна         | Золото         | Срібло         | Бронза         |
| Групові вправи     | Групові вправи | Групові вправи | Групові вправи |
| ------------------ | -------------- | -------------- | -------------- |
| Групова першість   | Росія          | Болгарія       | Білорусь       |
| 5 стрічок          | Росія          | Болгарія       | Італія         |
| 3 м'ячі + 2 обручі | Росія          | Болгарія       | Італія         |

## Медальний залік
| Місце               | Країна              | Золото | Срібло | Бронза | Загалом |
| ------------------- | ------------------- | ------ | ------ | ------ | ------- |
| 1                   | Росія               | 7      | 2      | 3      | 12      |
| 2                   | Україна             | 2      | 4      | 0      | 6       |
| 3                   | Болгарія            | 0      | 3      | 1      | 4       |
| 4                   | Білорусь            | 0      | 0      | 3      | 3       |
| 5                   | Італія              | 0      | 0      | 2      | 2       |
| Загалом (5 збірних) | Загалом (5 збірних) | 9      | 9      | 9      | 27      |